# Martin Wimmer
Martin Wimmer (Múnich, 11 de octubre de 1957) es un expiloto de motociclismo alemán. Sus mejores años fueron en 1985 cuando ganó el Gran Premio de Alemania de 250cc, y finalizó en el cuarto lugar de la clasificación general por detrás de Freddie Spencer, Anton Mang y Carlos Lavado.
En 1987, Yamaha contó con él u con Kevin Magee para ganar las 8 Horas de Suzuka. En 2009, se unió a Ralf Waldmann para adquirir la compañía MZ de Hong Leong Group. Fundó Motorenwerke Zschopau GmbH y lo dirigió con el empresario Peter Ertel hasta septiembre de 2012.

## Resultados de carrera

### Campeonato del Mundo de Motociclismo

#### Carreras por año
Sistema de puntos desde 1969 a 1987:
| Posición | 1.º | 2.º | 3.º | 4.º | 5.º | 6.º | 7.º | 8.º | 9.º | 10.º |
| Puntos   | 15  | 12  | 10  | 8   | 6   | 5   | 4   | 3   | 2   | 1    |

Sistema de puntos desde 1988 a 1992:
| Posición | 1.º | 2.º | 3.º | 4.º | 5.º | 6.º | 7.º | 8.º | 9.º | 10.º | 11.º | 12.º | 13.º | 14.º | 15.º |
| Puntos   | 20  | 17  | 15  | 13  | 11  | 10  | 9   | 8   | 7   | 6    | 5    | 4    | 3    | 2    | 1    |

(Carreras en negrita indica pole position, carreras en cursiva indica vuelta rápida)
| Año  | Clase | Equipo               | Moto    | 1       | 2       | 3       | 4       | 5       | 6       | 7       | 8       | 9       | 10      | 11     | 12     | 13      | 14      | Pts. | Pos. |
| ---- | ----- | -------------------- | ------- | ------- | ------- | ------- | ------- | ------- | ------- | ------- | ------- | ------- | ------- | ------ | ------ | ------- | ------- | ---- | ---- |
| 1980 | 250cc | Mitsui-Yamaha        | NAT -   | ESP -   | FRA -   | YUG -   | NED -   | BEL -   | FIN -   | GBR -   | CZE -   | GER 9   |         |        |        |         |         | 2    | 30.º |
| 1981 | 250cc | Mitsui-Yamaha        | ARG 6   |         | GER 17  | NAT 4   | FRA 16  | ESP 8   |         | NED 8   | BEL Ret | RSM 14  | GBR 5   | FIN 10 | SWE 7  | CZE 8   |         | 33   | 8.º  |
| 1981 | 350cc | Mitsui-Yamaha        | ARG Ret | AUT 13  | GER 19  | NAT 11  |         |         | YUG 10  | NED 9   |         |         | GBR 6   |        |        | CZE 8   |         | 11   | 12.º |
| 1982 | 250cc | Mitsui-Yamaha        |         |         | FRA 9   | ESP DNS | NAT Ret | NED 7   | BEL 7   | YUG Ret | GBR 1   | SWE 6   | FIN Ret | CZE 3  | RSM 4  | GER Ret |         | 48   | 4.º  |
| 1982 | 350cc | Mitsui-Yamaha        | ARG Ret | AUT -   | FRA 5   |         | NAT 5   | NED Ret |         |         | GBR Ret |         | FIN Ret | CZE -  |        | GER Ret |         | 12   | 16.º |
| 1983 | 250cc | Mitsui-Yamaha        | RSA 8   | FRA NC  | NAT 4   | GER Ret | ESP 3   | AUT 5   | YUG Ret | NED 5   | BEL 6   | GBR 5   | SWE 10  |        |        |         |         | 45   | 6.º  |
| 1984 | 250cc | Mitsui-Yamaha        | RSA 12  | NAT 2   | ESP 13  | AUT 7   | GER 2   | FRA 9   | YUG 8   | NED 23  | BEL 16  | GBR 5   | SWE NC  | RSM 4  |        |         |         | 47   | 7.º  |
| 1985 | 250cc | Lui-Yamaha           | RSA 5   | ESP 2   | GER 1   | NAT Ret | AUT 4   | YUG 4   | NED 2   | BEL 4   | FRA DNS | GBR -   | SWE -   | RSM -  |        |         |         | 69   | 4.º  |
| 1986 | 250cc | Marlboro-Yamaha      | ESP 4   | NAT 4   | GER 3   | AUT 2   | YUG NC  | NED 5   | BEL 17  | FRA 6   | GBR 9   | SWE 12  | RSM 6   |        |        |         |         | 56   | 6.º  |
| 1987 | 250cc | Marlboro-Yamaha      | JPN 5   | ESP 1   | GER -   | NAT -   | AUT 10  | YUG 5   | NED 5   | FRA 10  | GBR 3   | SWE Ret | CZE Ret | RSM 5  | POR 3  | BRA Ret | ARG Ret | 61   | 8.º  |
| 1988 | 250cc | Hein Gericke-Yamaha  | JPN -   | USA 17  | ESP 9   | EXP Ret | NAT Ret | GER 6   | AUT 12  | NED 9   | BEL Ret | YUG -   | FRA 11  | GBR 15 | SWE 10 | CZE 18  | BRA Ret | 40   | 14.º |
| 1989 | 250cc | Hein Gericke-Aprilia | JPN 21  | AUS 13  | USA Ret | ESP 8   | NAT 9   | GER Ret | AUT 3   | YUG Ret | NED 5   | BEL Ret | FRA 12  | GBR 11 | SWE 8  | CZE DNS | BRA 15  | 62   | 10.º |
| 1990 | 250cc | Hein Gericke-Aprilia | JPN -   | USA 10  | ESP 5   | NAT 6   | GER 9   | AUT 2   | YUG 3   | NED 8   | BEL Ret | FRA 6   | GBR 9   | SWE 7  | CZE 6  | HUN 8   | AUS Ret | 118  | 6.º  |
| 1991 | 250cc | Lucky Strike-Suzuki  | JPN 14  | AUS Ret | USA 7   | ESP 8   | ITA 19  | GER 9   | AUT 13  | EUR 9   | NED 7   | FRA 10  | GBR 6   | RSM 9  | CZE 6  | VDM Ret | MAL 5   | 89   | 9.º  |